# Baltasar Álamos de Barrientos

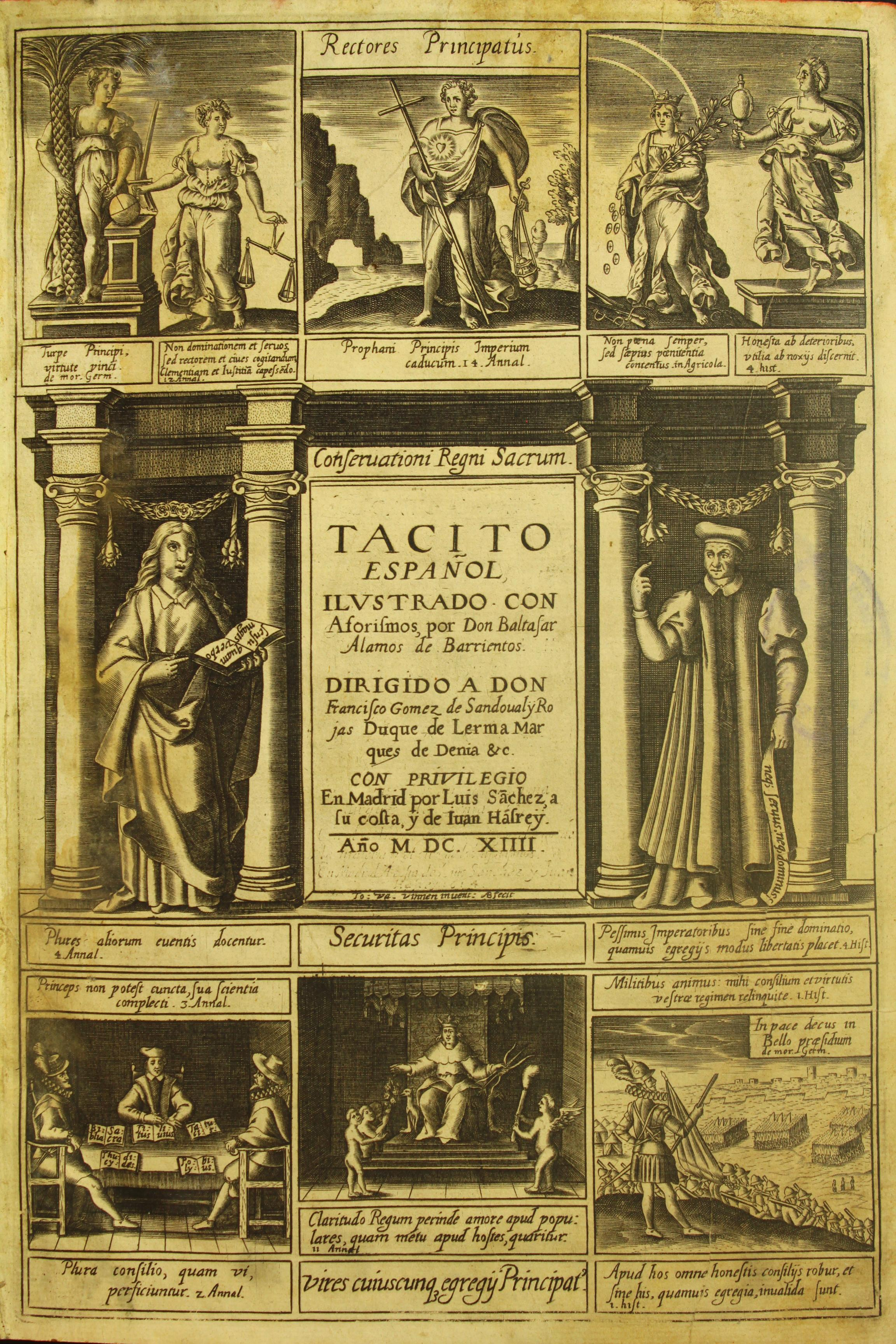
Tácito español ilustrado con aforismos, Madrid, Luis Sánchez, 1614

Baltasar Álamos de Barrientos (1555–1640), spanischer Gelehrter, wurde in Medina del Campo, einer Stadt in der Provinz Valladolid, geboren. Seine Freundschaft mit dem der Verschwörung verdächtigten Antonio Pérez führte dazu, dass er 1590 verhaftet und für fast dreizehn Jahre inhaftiert wurde. Sein Tácito Español ilustrado con aforismos (Madrid, 1614) ist das einzige Werk, das seinen Namen trägt, aber er ist wahrscheinlich der Autor des Discurso del gobierno, das Pérez zugeschrieben wird. Durch den Einfluss des Herzogs von Lerma (dem der Tácito gewidmet ist) und des Grafen-Herzogs von Olivares erlangte er später hohe offizielle Positionen.